# Municipio de Belle Plaine (Kansas)
El municipio de Belle Plaine (en inglés: Belle Plaine Township) es un municipio ubicado en el condado de Sumner en el estado estadounidense de Kansas. En el año 2010 tenía una población de 3287 habitantes y una densidad poblacional de 31,19 personas por km².

## Geografía
El municipio de Belle Plaine se encuentra ubicado en las coordenadas 37°25′26″N 97°17′32″O / 37.42389, -97.29222. Según la Oficina del Censo de los Estados Unidos, el municipio tiene una superficie total de 105.39 km², de la cual 104.68 km² corresponden a tierra firme y (0.67%) 0.7 km² es agua.

## Demografía
Según el censo de 2010, había 3287 personas residiendo en el municipio de Belle Plaine. La densidad de población era de 31,19 hab./km². De los 3287 habitantes, el municipio de Belle Plaine estaba compuesto por el 95.22% blancos, el 0.24% eran afroamericanos, el 1.4% eran amerindios, el 0.3% eran asiáticos, el 0.03% eran isleños del Pacífico, el 0.67% eran de otras razas y el 2.13% pertenecían a dos o más razas. Del total de la población el 3.01% eran hispanos o latinos de cualquier raza.